# Episodi di Freebie e Bean
La prima e unica stagione della serie televisiva Freebie e Bean (Freebie and the Bean) è andata in onda negli Stati Uniti dal 6 dicembre 1980 al 24 gennaio 1981. Durante la prima televisiva sulla CBS gli ultimi due episodi non furono mandati in onda per gli scarsi indici d'ascolto.
| nº | Titolo originale          | Titolo italiano        | Prima TV USA      | Prima TV Italia |
| -- | ------------------------- | ---------------------- | ----------------- | --------------- |
| 1  | The Seduction of the Bean | La seduzione di Bean   | 6 dicembre 1980   |                 |
| 2  | Health Nuts               | Una dieta particolare  | 13 dicembre 1980  |                 |
| 3  | Pilot                     | Una banda di usurai    | 20 dicembre 1980  |                 |
| 4  | Flying Aces               | Assi volanti           | 27 dicembre 1980  |                 |
| 5  | Highway Robbery           | Rapina sull'autostrada | 10 gennaio 1981   |                 |
| 6  | Tee-Off for Two           | Un amore per Freebie   | 17 gennaio 1981   |                 |
| 7  | Lover, Come Back          | Amore, ritorna         | 24 gennaio 1981   |                 |
| 8  | A Pair of Pirates         | Un caso di pirateria   | 14 settembre 1981 |                 |
| 9  | Follow the Leader         | Seguendo una pista     | 21 settembre 1981 |                 |

## La seduzione di Bean
- Prima televisiva: 6 dicembre 1980
- Diretto da: Lawrence Dobkin
- Soggetto di: Dick Nelson
- Attori principali: Katherine Justice (Marsha), Lori Lethin (Alice), Donald May (Paul Stacey), Mel Stewart (Rodney "Axle" Blake), William Bronder (Superintendent), Ben Hammer (Dr. Bronson), Louis Guss (Max), Amzie Strickland (Agnes Sieverson), Peter Brocco (Mr. Sieverson)

## Una dieta particolare
- Prima televisiva: 13 dicembre 1980
- Diretto da: Bruce Kessler
- Soggetto di: Dick Nelson
- Attori principali: Michael Alldredge, Shannon Farnon (Dr. Brimmer), Kimberly Beck, Dick Bakalyn, Pat McNamara, Mel Stewart (Rodney "Axle" Blake), Joseph Wiseman (Dr. Dorf), Danuta Wesley (Karen), Stephen Coit (Blynderstock), Greg Finley (Sgt. Loomis), Richard Collier (Irving), Carmen Filpi (Wally, the Wino)

## Una banda di usurai
- Prima televisiva: 20 dicembre 1980
- Diretto da: Hy Averback
- Soggetto di: Jay Folb
- Attori principali: Alan Manson (Joe Feltz), Christopher Lloyd (Packy), J.A. Preston (Lt. Baker), Victoria Carroll (Louise), George Loros (Willie), Conchata Ferrell (Bolo's Lady), Bob Elross (Modescu), Ruben Hernandez (Bolo), Jerry Hausner (Cleaning Store Man), Stan Ritchie (Fat Jack), Scott DeVenney (Police Officer), Maggie Gwinn (Maid), Rosanna Huffman (D.A. Secretary), Vincent Howard (Garage Officer), James Whitworth (Plainclothes Cop)

## Assi volanti
- Prima televisiva: 27 dicembre 1980
- Diretto da: Michael Preece
- Soggetto di: Robert W. Lenski
- Attori principali: Jon Cypher (Dwight Rollins), Sharon Spelman (Stella Wickham), Charles Macaulay, Christina Hart, Hal England, Mel Stewart (Rodney "Axle" Blake), Patricia Pivaar (Gwenn Brown), Mavis Neal Palmer (Lady), Barbara Herring (Young Lady), Tom Regan (Cop), Jon St. Elwood (Butler)

## Rapina sull'autostrada
- Prima televisiva: 10 gennaio 1981
- Diretto da: Michael Caffey
- Soggetto di: Bill Taub
- Attori principali: Jhon Carter (Vernon Wilson), Bill Beyers (George Wilson), Mykel T. Williamson (Lemar Washington), Martin Kove, Darrell Fetty, Phil Leeds, Hank Brandt, Colby Chester, Lorna Thayer (Waitress), Paul Bryar (Arnie Spiegle), Thom Carney (Eddy Gorman), Holly Smith (Matilda), Arnie Moore (Moose), Ciri Holland (Blonde)

## Un amore per Freebie
- Prima televisiva: 17 gennaio 1981
- Diretto da: Arnold Laven
- Soggetto di: Rick Mittleman
- Attori principali: James Callahan, Andrea Howard, Mark Goddard, Charles Bateman, Sandra de Bruin (Melodie Parsons), Mark Roberts ("Sweet Lou" Paxton), Jim McKrell (Woodman), Edwin Owens (Billy Angelo), Buck Young (Stringer)

## Amore, ritorna
- Prima televisiva: 24 gennaio 1981
- Diretto da: Michael Preece
- Soggetto di: Donald R. Boyle
- Attori principali: Charles Dierkop (Wingy Landon), Paul Henry Itkin, Dave Shelley, BarBara Luna (Rita Valdez), Iris Korn (Molly), Eugene Peterson (Jake Stanley), Richard Fasciano (Johnny S.), Michael Saucedo (Danny), Howard Goodwin (Garage Mechanic)

## Un caso di pirateria
- Prima televisiva: 14 settembre 1981
- Diretto da: Lawrence Dobkin
- Soggetto di: Robert W. Lenski
- Attori principali: Gregory Walcott, Ilene Graff, Grainger Hines, Michael Pataki, Frank Farmer (Henry Borchek), Wayne Grace (Bartender), Paul Braden (Crane Operator), Tanya George (Belly Dancer), Stacy MacGregor (Ambulance Attendant)

## Seguendo una pista
- Prima televisiva: 21 settembre 1981
- Diretto da: Alex March
- Soggetto di: Dick Nelson
- Attori principali: Edward Binns, David Hall, Karen Rushmore, Mario Roccuzzo, Mel Stewart (Rodney "Axle" Blake), Lee Travis (Mitzi), Phil Hoover (George Downs), Gleen Sipes (Clerk), Merlin Marston (Scuba Salesman)